# Кимп (Біхор)
Кимп (рум. Câmp) — село у повіті Біхор в Румунії. Адміністративно підпорядковане місту Вашкеу.
Село розташоване на відстані 363 км на північний захід від Бухареста, 77 км на південний схід від Ораді, 94 км на захід від Клуж-Напоки, 122 км на північний схід від Тімішоари.

## Населення
За даними перепису населення 2002 року у селі проживала 331 особа, з них 327 осіб (98,8%) румунів. Рідною мовою 327 осіб (98,8%) назвали румунську.